# Ipomoea dumosa
Ipomoea dumosa es una especie de planta fanerógama de la familia Convolvulaceae.

## Clasificación y descripción de la especie
Enredadera robusta, herbácea o algo lignescente, voluble, escandente, perenne; tallo ramificado, glabro; hoja ovada a largamente ovada, de 4.7 a 10.5 cm de largo, de 2.2 a 7 cm de ancho, a veces envolviendo flores en nudos fértiles, ápice acuminado; inflorescencias con 2 a 6 flores; sépalos desiguales, de 3 a 12 mm de largo, los exteriores notoriamente más cortos, ovados o lanceolados, los interiores elípticos u ovado-alargados; corola de 4.5 a 7 cm de largo, de color rojo vino a escarlata, tubo recto, de color lila a rojo vino; el fruto es una cápsula cónica, de 12 a 14 mm de largo, con 1 a 4 semillas 1 a 4, de 4 a 5 mm de largo.

## Distribución de la especie
Se le ha registrado del noroeste de México en la Faja Volcánica Transmexicana y algunos sitios de la Sierra Madre del Sur, en los estados de Sinaloa, Durango, San Luis Potosí, Querétaro, Hidalgo, Jalisco, Michoacán y Oaxaca. Su distribución llega hasta Panamá.

## Hábitat
Se desarrolla en zonas húmedas con bosques mesófilos, primordialmente en laderas con exposición sur, en un gradiente altitudinal que va de los 1800 a los 2300 m s.n.m. Florece de septiembre a diciembre.

## Estado de conservación
No se encuentra bajo ningún estatus de protección.